# بوب قمارباز
بوب قمارباز یا باب قمارباز (فرانسوی: Bob le flambeur‎) یک فیلم نوآر در سبک سرقت و جنایی به کارگردانی ژان-پیر ملویل است.هر چند که یک نوآر خالص نیست و از نظر خود ملویل یک کمدی رفتاری است.این فیلم در سال ۱۹۵۶ منتشر شد.ایزابل کوری نقش ماری را ایفا کرد.نقش باب را هم روژه دوشسن بازی میکند که خودش سابقه خلافکاری داشته و ملویل برای استفاده از او مجبور بود با میلیو یا همان گروه خلافکاری در پاریس صحبت کند تا دوشسن دوباره بتواند آفتابی شود.صدای راوی صدای ملویل است.
این فیلم را سرآغازی بر سینمای موج نوی فرانسه می‌دانند، چراکه با تکنیک‌های «دوربین روی دست» و «برش پرشی» ساخته شده است.فیلم به طور کامل از قوانین ژانر نوار و سرقتی پیروی نکرده و شاید همین باعث شده یکی از فیلم های محبوب جیم جارموش باشد.